# Czubajeczka liliowa
Czubajeczka liliowa (Lepiota lilacea Bres.) – gatunek grzybów z rodziny pieczarkowatych (Agaricaceae).

## Systematyka i nazewnictwo
Pozycja w klasyfikacji według Index Fungorum: Lepiota, Agaricaceae, Agaricales, Agaricomycetidae, Agaricomycetes, Agaricomycotina, Basidiomycota, Fungi.
Synonimy:

- Lepiota lilacea Bres. 1892 f. lilacea
- Lepiota lilacea f. micropholoides Migl. & Coccia 1992
- Lepiota lilacea f. pallida (Bon, Migl. & Cherubini) Migl. 2000
- Lepiota lilacea f. pallida Migl. & Cleric. 1989
- Lepiota lilacea f. zondercystiden Kelderman 1994
- Lepiota lilacea Bres. 1892 var. lilacea
- Lepiota lilacea var. pallida Bon, Migl. & Cherubini 1989
- Lepiotula lilacea (Bres.) Wasser 1976[2].

Nazwę polską zaproponował Władysław Wojewoda w 2003 r.

## Występowanie
Czubajeczka liliowa znana jest głównie w niektórych krajach Europy, poza tym odnotowano jej występowanie w Kostaryce i w Kamerunie. Na terenie obecnej Polski podano tylko jedno stanowisko (Elbląg, 1933 r.). Obecnie znajduje się na Czerwonej liście roślin i grzybów Polski. Ma status Ex – gatunek wymarły.